# 加古川市立別府小学校
加古川市立別府小学校（かこがわしりつ べふしょうがっこう）は、兵庫県加古川市別府町にある公立小学校。

## 沿革

### 経緯
加古川市立別府小学校は、1872年の学制発布により設立された弘徳舎別府、葵浦小学校を起源とする。1892年10月1日 に別府尋常小学校が設置された。1941年の国民学校令により別府町立国民学校と改称し、 1947年の 学制改革より、別府町立別府小学校となった。1956年 、加古川市へ合併により、加古川市立別府小学校となった。

### 年表
- 1872年 -  学制発布を受け、新野辺に弘徳舎別府、西脇に葵浦小学校
- 1873年 -  新野辺の弘徳舎が厚生小学校に改称
- 1876年 -  両校を合併し響灘小学校に改称
- 1880年 -  新野辺分離し、明新小学校を設く
- 1884年 -   再び合併し,有朋小学校となる
- 1891年 -   有朋簡易小学校と改称
- 1892年10月1日 -   別府尋常小学校を設置
- 1896年 -  現在地に移転
- 1910年 -  別府尋常高等小学校と改称
- 1926年 -  別府村立青年訓練所を併置する
- 1941年 -  国民学校令により、別府町立国民学校と改称
- 1947年4月 -  学制改革より、国民学校、青年学校を廃し、別府町立別府小学校及び別府町立別府中学校（現加古川市立浜の宮中学校）を設立
- 1956年 -  加古川市へ合併により、加古川市立別府小学校となる
- 1958年 -  給食教育について文部大臣表彰を受く
- 1965年 -  自主協力学習研究発表会
- 1969年 -  特別教育活動県・市指定発表会
- 1977年 -  PTA活動について文部大臣表彰を受く
- 1985年 4月1日 - 加古川市立別府中学校開校
- 1993年 - 文部省道徳教育研究発表会
- 2002年 -  加古川市立別府西小学校が分離する
- 2011年 - 兵庫県教育委員会「地域の特色を生かした食育推進事業」研究指定

## 学校行事
| - 4月 始業式、入学式 - 5月 運動会 - 6月 | - 7月 修業式 - 8月 - 9月 始業式 | - 10月 修学旅行 - 11月 トライやるウィーク - 12月 修業式 | - 1月 始業式 - 2月 - 3月 修業式、卒業式 |

## 通学区域
- 加古川市
  - 別府町の一部[1]

## 進学先中学校
- 加古川市立別府中学校

## 交通
- 山陽電鉄本線別府駅より南800メートル(徒歩13分)
- 加古バス

## 出身者
- 陣内智則 - お笑い芸人[2]
- 松岡充（歌手、俳優）
- たけだバーベキュー - バーベキュー芸人

## 通学区域が隣接している学校
- 加古川市立別府西小学校
- 加古川市立野口南小学校
- 加古川市立平岡南小学校
- 播磨町立播磨西小学校